# Infralitoral
Infralitoral – litoral wewnętrzny, eulitoral podwodny.
1. Niższa część strefy brzegowej obejmująca stale zanurzone dno zbiornika wodnego, w zasięgu występowania makroflory, wraz z nadległą wodą. Jest to z reguły strefa zbiornika o najwyższej bioróżnorodności, bowiem w związku z bogatym zazwyczaj światem roślinnym rozwija się w jej obrębie niezwykle bujne życie zwierzęce. W jeziorze występuje od najniższego stanu wody, do głębokości na ogół 2-4m, zaś wśród makroflory rosnącej w jego zasięgu można wyróżnić następujące ugrupowania roślinne: oczerety, nimfeidy i łąki podwodne. W skład infralitoralu wchodzą również nie zarośnięte połacie dna występujące w danym przedziale głębokości. Strefa ta położona jest poniżej właściwej strefy brzegowej (eulitoralu) i powyżej sublitoralu[1].
2. Obszar stale znajdujący się pod wodą, zwykle o największej powierzchni w obrębie litoralu. Można tu wyróżnić pas roślinności wynurzonej, tzw. twardej: trzcina, pałka wodna, jeżogłówka, tatarak, sit jeziorny, łączeń baldaszkowy[2].